# Nazionale maschile di pallavolo della Corea del Sud
La nazionale maschile di pallavolo della Corea del Sud è una squadra asiatica e oceaniana composta dai migliori giocatori di pallavolo della Corea del Sud ed è posta sotto l'egida della Federazione pallavolistica della Corea del Sud.

## Rosa
Segue la rosa dei giocatori convocati per l'AVC Challenge Cup 2024.
| N° | Nome            | Ruolo | Data di nascita   | Squadra            |
| -- | --------------- | ----- | ----------------- | ------------------ |
| 1  | Lee Woo-jin     | S     | 16 maggio 2005    | -                  |
| 2  | Hwang Taek-eui  | P     | 12 novembre 1996  | Sangmu             |
| 5  | Park Kyeong-min | L     | 5 giugno 1999     | Hyundai Skywalkers |
| 6  | Kim Yeong-jun   | L     | 18 ottobre 2000   | Woori WON          |
| 8  | Cha Ji-hwan     | S     | 9 maggio 1996     | OK Okman           |
| 9  | Lim Sung-jin    | S     | 11 gennaio 1999   | KEPCO Vixtorm      |
| 11 | Cha Yeong-seok  | C     | 17 aprile 1994    | Hyundai Skywalkers |
| 13 | Kim Jun-woo     | C     | 24 aprile 2000    | Samsung Bluefangs  |
| 15 | Han Tae-jun     | P     | 5 aprile 2004     | Woori WON          |
| 16 | Jeong Han-yong  | S     | 31 luglio 2001    | Korean Air Jumbos  |
| 18 | Choi Jun-hyeok  | C     | 25 marzo 2004     | Inha University    |
| 20 | Lee Sang-hyeon  | C     | 7 aprile 1999     | Woori WON          |
| 30 | Shin Ho-jin     | O     | 26 febbraio 2001  | OK Okman           |
| 99 | Kim Ji-han      | S     | 16 settembre 1999 | Woori WON          |

## Risultati

### Competizioni FIVB
| 1964 | 10º posto       | Convocazioni |
| 1968 | non qualificata | -            |
| 1972 | 7º posto        | Convocazioni |
| 1976 | 6º posto        | Convocazioni |
| 1980 | non qualificata | -            |
| 1984 | 5º posto        | Convocazioni |
| 1988 | 11º posto       | Convocazioni |
| 1992 | 9º posto        | Convocazioni |
| 1996 | 9º posto        | Convocazioni |
| 2000 | 9º posto        | Convocazioni |
| 2004 | non qualificata | -            |
| 2008 | non qualificata | -            |
| 2012 | non qualificata | -            |
| 2016 | non qualificata | -            |
| 2020 | non qualificata | -            |
| 2024 | non qualificata | -            |

| 1949 | non qualificata | -            |
| 1952 | non qualificata | -            |
| 1956 | 18º posto       | Convocazioni |
| 1960 | non qualificata | -            |
| 1962 | non qualificata | -            |
| 1966 | non qualificata | -            |
| 1970 | non qualificata | -            |
| 1974 | 13º posto       | Convocazioni |
| 1978 | 4º posto        | Convocazioni |
| 1982 | 8º posto        | Convocazioni |
| 1986 | non qualificata | -            |
| 1990 | 14º posto       | Convocazioni |
| 1994 | 8º posto        | Convocazioni |
| 1998 | 13º posto       | Convocazioni |
| 2002 | non qualificata | -            |
| 2006 | 17º posto       | Convocazioni |
| 2010 | non qualificata | -            |
| 2014 | 17º posto       | Convocazioni |
| 2018 | non qualificata | -            |
| 2022 | non qualificata | -            |

| 2018 | 16º posto       | Convocazioni |
| 2019 | non qualificata | -            |
| 2021 | non qualificata | -            |
| 2022 | non qualificata | -            |
| 2023 | non qualificata | -            |
| 2024 | non qualificata | -            |

| 1965 | non qualificata | -            |
| 1969 | non qualificata | -            |
| 1977 | 7º posto        | Convocazioni |
| 1981 | non qualificata | -            |
| 1985 | 7º posto        | Convocazioni |
| 1989 | 7º posto        | Convocazioni |
| 1991 | 5º posto        | Convocazioni |
| 1995 | 8º posto        | Convocazioni |
| 1999 | 7º posto        | Convocazioni |
| 2003 | 6º posto        | Convocazioni |
| 2007 | 11º posto       | Convocazioni |
| 2011 | non qualificata | -            |
| 2015 | non qualificata | -            |
| 2019 | non qualificata | -            |
| 2023 | non qualificata | -            |

### Competizioni AVC
| 1975 | 2º posto | Convocazioni |
| 1979 | 2º posto | Convocazioni |
| 1983 | 3º posto | Convocazioni |
| 1987 | 3º posto | Convocazioni |
| 1989 | 1º posto | Convocazioni |
| 1991 | 2º posto | Convocazioni |
| 1993 | 1º posto | Convocazioni |
| 1995 | 3º posto | Convocazioni |
| 1997 | 5º posto | Convocazioni |
| 1999 | 3º posto | Convocazioni |
| 2001 | 1º posto | Convocazioni |
| 2003 | 1º posto | Convocazioni |
| 2005 | 3º posto | Convocazioni |
| 2007 | 3º posto | Convocazioni |
| 2009 | 3º posto | Convocazioni |
| 2011 | 3º posto | Convocazioni |
| 2013 | 2º posto | Convocazioni |
| 2015 | 7º posto | Convocazioni |
| 2017 | 3º posto | Convocazioni |
| 2019 | 4º posto | Convocazioni |
| 2021 | 8º posto | Convocazioni |
| 2023 | 5º posto | Convocazioni |

| 2008 | 2º posto | Convocazioni |
| 2010 | 6º posto | Convocazioni |
| 2012 | 5º posto | Convocazioni |
| 2014 | 1º posto | Convocazioni |
| 2016 | 8º posto | Convocazioni |
| 2018 | 8º posto | Convocazioni |
| 2022 | 4º posto | Convocazioni |

| 2018 | non qualificata | -            |
| 2022 | non qualificata | -            |
| 2023 | 3º posto        | Convocazioni |
| 2024 | 3º posto        | Convocazioni |
| 2025 | 4º posto        | Convocazioni |

### Competizioni estinte
| 1990 | non qualificata | -            |
| 1991 | 9º posto        | Convocazioni |
| 1992 | 8º posto        | Convocazioni |
| 1993 | 10º posto       | Convocazioni |
| 1994 | 9º posto        | Convocazioni |
| 1995 | 6º posto        | Convocazioni |
| 1996 | non qualificata | -            |
| 1997 | 11º posto       | Convocazioni |
| 1998 | 11º posto       | Convocazioni |
| 1999 | non qualificata | -            |
| 2000 | non qualificata | -            |
| 2001 | non qualificata | -            |
| 2002 | non qualificata | -            |
| 2003 | non qualificata | -            |
| 2004 | non qualificata | -            |
| 2005 | non qualificata | -            |
| 2006 | 10º posto       | Convocazioni |
| 2007 | 9º posto        | Convocazioni |
| 2008 | 13º posto       | Convocazioni |
| 2009 | 14º posto       | Convocazioni |
| 2010 | 16º posto       | Convocazioni |
| 2011 | 13º posto       | Convocazioni |
| 2012 | 14º posto       | Convocazioni |
| 2013 | 15º posto       | Convocazioni |
| 2014 | 19º posto       | Convocazioni |
| 2015 | 18º posto       | Convocazioni |
| 2016 | 23º posto       | Convocazioni |
| 2017 | 18º posto       | Convocazioni |

| 2018 | non qualificata | -            |
| 2019 | non qualificata | -            |
| 2022 | 3º posto        | Convocazioni |
| 2023 | non qualificata | -            |
| 2024 | non qualificata | -            |

| 1993 | 6º posto        | Convocazioni |
| 1997 | non qualificata | -            |
| 2001 | 4º posto        | Convocazioni |
| 2005 | non qualificata | -            |
| 2009 | non qualificata | -            |
| 2013 | non qualificata | -            |
| 2017 | non qualificata | -            |